# جاو فو
جاو فو (مواليد سنة 15 نوفمبر 1961) (بالصينية: 高福) عالم فيروسات وعالم مناعة الصيني. شغل منصب مدير المركز الصيني لمكافحة الأمراض والوقاية منها منذ عام 2017، وعميد كلية طب سافيد التابعة لأكاديمية العلوم الصينية منذ عام 2015.
جاو أكاديمي من الأكاديمية الصينية للعلوم والأكاديمية الوطنية للعلوم، بالإضافة إلى أنه مشارك أجنبي في الأكاديمية الوطنية الأمريكية للطب. حصل على جائزة الأكاديمية العالمية للعلوم في العلوم الطبية سنة 2012، وجائزة نيكي (Nikkei Asia) في عام 2014.

## حياته وتعليمه
ولد جاو في 15 نوفمبر 1961 في مقاطعة يينغ، شانشي، الصين. التحق بجامعة شانشي الزراعية وتم تكليفه بدراسة الطب البيطري على الرغم من أنه لا يريد أن يكون طبيبًا بيطريًا.
بعد تخرجه في عام 1983، التحق بكلية الدراسات العليا بجامعة بكين الزراعية، حيث حصل على درجة الماجستير في علم الأحياء الدقيقة وعلم الطفيليات الحيوانية الخارجية في عام 1986. وقد مكنه ذلك من تغيير اتجاهه الوظيفي إلى أبحاث الأمراض المعدية، وانضم إلى هيئة التدريس بالجامعة كمساعد تدريس ومحاضر في علم الفيروسات لاحقًا.